# Francesco Rossi (esgrimidor)
Francesco Rossi (Turín, 26 de abril de 1966) es un deportista italiano que compitió en esgrima, especialista en la modalidad de florete. Ganó una medalla de plata en el Campeonato Mundial de Esgrima de 1993, en la prueba por equipos.

## Palmarés internacional
| Campeonato Mundial | Campeonato Mundial | Campeonato Mundial | Campeonato Mundial  |
| Año                | Lugar              | Medalla            | Prueba              |
| ------------------ | ------------------ | ------------------ | ------------------- |
| 1993               | Essen (Alemania)   | Medalla de plata   | Florete por equipos |